# Cimetière du Kremlin-Bicêtre
Le cimetière du Kremlin-Bicêtre est un cimetière appartenant à la commune du Kremlin-Bicêtre et dévolu à son usage. Il est situé le long de l'avenue de Fontainebleau.
Il présente la particularité, sous sa partie nord, de recouvrir un ancien réseau de carrières souterraines,.

## Historique

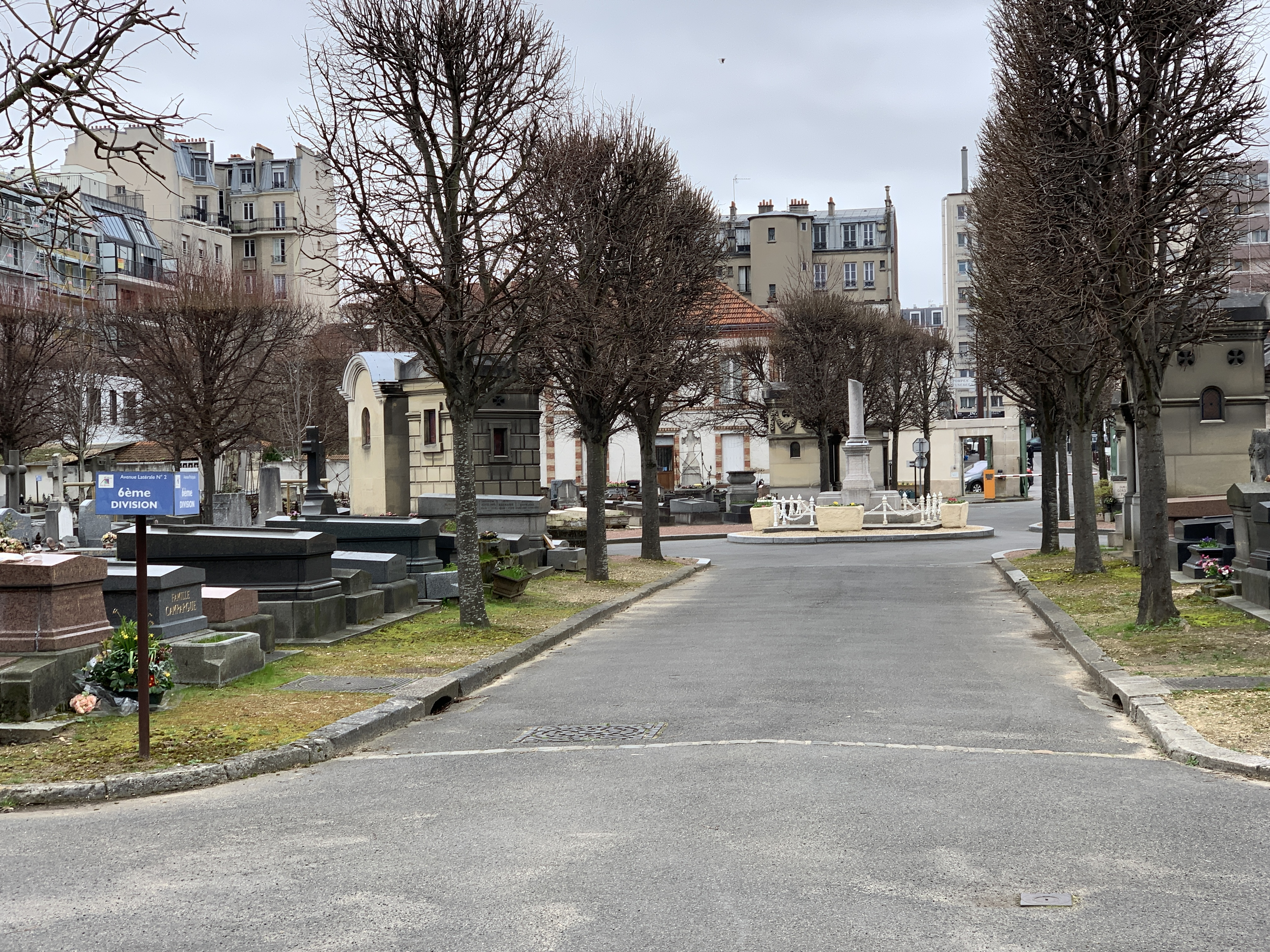
Le cimetière du Kremlin-Bicêtre.

En 1861, l'hospice, ancêtre de l'hôpital Bicêtre, y transfère son cimetière qui se trouvait près de l'amphithéâtre. Ce cimetière deviendra le jardin Pinel.
Selon Louise Michel, après la semaine sanglante en 1871, y furent enfouis dans une immense fosse « plus de quinze mille corps. ».
De 1861 à 1885, s'y trouvait le carré des condamnés à mort, avant qu'il ne soit déplacé dans l’actuel cimetière parisien d’Ivry, auquel il est contigu.
Dès la création de cette commune issue de la séparation d'avec Gentilly en 1896, une de ses premières décisions est la création d'un cimetière, prise par le conseil municipal dirigé par son maire Eugène Thomas, qui le 23 octobre 1897, autorise l’achat à la ville de Paris d’un terrain de 57 000 mètres carrés, faisant partie du cimetière parisien d’Ivry.

## Personnalités
- François Popineau, sculpteur.
- René Rambaud[8], célèbre coiffeur parisien[9].
- Jean-Baptiste Troppmann, coupable du meurtre des huit membres d’une même famille, inhumé dans l'ancien carré des condamnés à mort.
- L'accordéoniste Émile Vacher[10].
- Alain Vanzo, chanteur d'opéra.